# نجمة الفارس أليفة الشجر
نجمة الفارس أليفة الشجر (الاسم العلمي:Hippeastrum arboricola) هي نوع من النباتات تتبع جنس نجمة الفارس من الفصيلة النرجسية.